# Springhill (Nueva Escocia)
Springhill es una ciudad de Canadá, ubicada en el centro del Condado de Cumberland (Nueva Escocia). Tenía una población de 3941 habitantes en 2006,que había descendido a 2654 personas en 2016.
La ciudad fue fundada con el nombre de "Springhill Mines", ya que la minería del carbón contribuyó de manera decisiva a su creación y desarrollo. De hecho, hasta la década de 1960, fue la única actividad económica significativa de la localidad. En 1961 alcanzó su mayor población, 5834 personas, y desde entonces el número de habitantes no ha hecho más que descender.
Springhill es conocida por los tres desastres mineros que ha sufrido a lo largo de su historia, en 1891, 1956 y 1958. También es conocida por ser la cuna de la estrella internacional Anne Murray. El Centro Anne Murray, ubicado en el municipio, es una popular atracción turística local.